# Material Exchange Format
Material Exchange format (MXF), překládán jako Formát pro výměnu materiálu, je otevřený, standardizovaný multimediální kontejner pro profesionální záznam, editaci a přenos audiovizuálních dat. Soubory s příponou „.mxf“ jsou obvykle generovány videokamerami a rekordéry, které využívají společnosti jako je Canon, Panasonic a Sony. Formát byl vyvinut organizací SMPTE.

## Historie
Vývoj formátu MXF započal v 90. letech minulého století z důvodu přechodu z analogové technologie na digitální. Cílem bylo vytvořit sjednocený a kompatibilní formát pro všechna zařízení. MXF byl standardizován v roce 2004 již zmíněnou organizací SMPTE. Nekompatibilita formátů společností Sony a Panasonic v postprodukci byla sjednocena až v novém standardu z roku 2009.

## Využití
Formát byl navržen pro standardizaci přenosu audiovizuálního obsahu v profesionální televizní a filmové produkci díky své kompatibilitě mezi různými systémy a zařízeními bez ohledu na výrobce. Byl vyvinut za účelem řešení řady problémů spojených s nelineárním střihem, distribucí obsahu a digitální archivací. Využívá se pro streamování (efektivní správa komplexních datových toků), úpravu a postprodukci videí (možnost návratu k původnímu obsahu i po úpravách) a dlouhodobou archivaci souborů (inkapsulace podrobných metadat).

## Technické parametry

### Formát souboru
MXF soubory jsou binární soubory skládající se ze sekvence bajtů v určitém formátu. Formát umožňuje přidávat nové položky bez narušení zpětné kompatibility pomocí níže zmíněného kódování KLV:
- K = key (klíč) – identifikátor prvku
- L = lenght (délka) – délka dat, kódování použité za účelem snížení velikosti položky
- V = value (hodnota) – skutečná hodnota prvku[4]

### Indexové tabulky
Indexové tabulky v MFX souborech jsou tabulky mapující indexy snímků na bajtové posuny. Existují dva základní typy: 
- CBE  (Constant Bytes per Element), mezi které patří DV, IMX, PCM, DNxHD, AVC-I

- VBE (Variable Bytes per Element), mezi které patří Long GoP MPEG-2

### Strukturální metadata
Strukturální metadata v MXF souborech zahrnují technické informace jako je velikost snímku, snímková frekvence, datum úprav a vytvoření či technický popis různých základních komponentů, což usnadňuje správu a manipulaci s obsahem.

### Operační modely
Operační modely jsou mechanismy sloužící ke snížení složitosti MXF souborů tím, že určují, jakým způsobem jsou materiálové a souborové schránky (material and file packages) uspořádány. OP ale nejsou součástí základní specifikace souboru MXF, pouze Generalizované operační modely známé jako OP1a až OP3c. Pro aplikace vyžadující jednoduché uspořádání a minimum rozsahu možností byl vytvořen OPAtom, jelikož umožňuje obsah pouze jedné stopy v základu souboru.